# بری (مجموعه تلویزیونی)
بری (انگلیسی: Barry) کمدی سیاه ساخته الک برگ و بیل هیدر است که از ۲۵ مارس ۲۰۱۸ از شبکه اچ‌بی‌او پخش شد. نقش اصلی مجموعه هیدر است که در نقش یک آدم‌کش از غرب میانه ظاهر می‌شود. او به لس آنجلس سفر می‌کند تا کسی را بکشد و اتفاقی به گروهی هنری می‌پیوندد. این مجموعه نقدهای مثبتی دریافت کرده و برنده دو جایزه امی شده‌است.

## فصل اول
فصل اول این سریال در سال ۲۰۱۸ در شبکه HBO پخش شد.

## فصل دوم
فصل دوم سریال بری در سال ۲۰۱۹ پخش شد و توانست رکورد بیش از دو میلیون بیننده را بشکند.

## فصل سوم
فیلمبرداری فصل سوم به خاطر شرایط کرونا به تعویق افتاده‌است.

## بازیگران
- بیل هیدر
- سارا گلدبرگ
- استیون روت
- هنری وینکلر
- آنتونی کوریگن
- گلن فلشر